# Gnarls Barkley
Gnarls Barkley – duet muzyczny, w skład którego wchodzą producent muzyczny Danger Mouse (prawdziwe nazwisko Brian Burton) oraz raper/wokalista Cee-Lo Green (prawdziwe nazwisko Thomas Callaway). 
Ich pierwszy album zatytułowany St. Elsewhere został wydany przez Warner Music 24 kwietnia 2006 w Wielkiej Brytanii.

## Kariera
Zespół największą popularność zyskał dzięki swojemu pierwszemu singlowi "Crazy", który przez 9 tygodni utrzymywał się na 1. miejscu brytyjskiej listy przebojów singli. Był to najdłuższy okres zajmowania czołówki listy od 1994. Rozgłos zyskali również występując na gali rozdania nagród MTV Movie Awards w strojach bohaterów z Gwiezdnych wojen. Singiel „Crazy” zagościł też w grze NBA Live 07.

## Dyskografia

### Albumy
- St. Elsewhere (2006)
- The Odd Couple (2008)

### Single
- 2006: Crazy
- 2006: Smiley Faces
- 2006: Who Cares?/Gone Daddy Gone
- 2008: Run
- 2008: Going On
- 2008: Who's Gonna Save My Soul